# Pietro Gambacorta

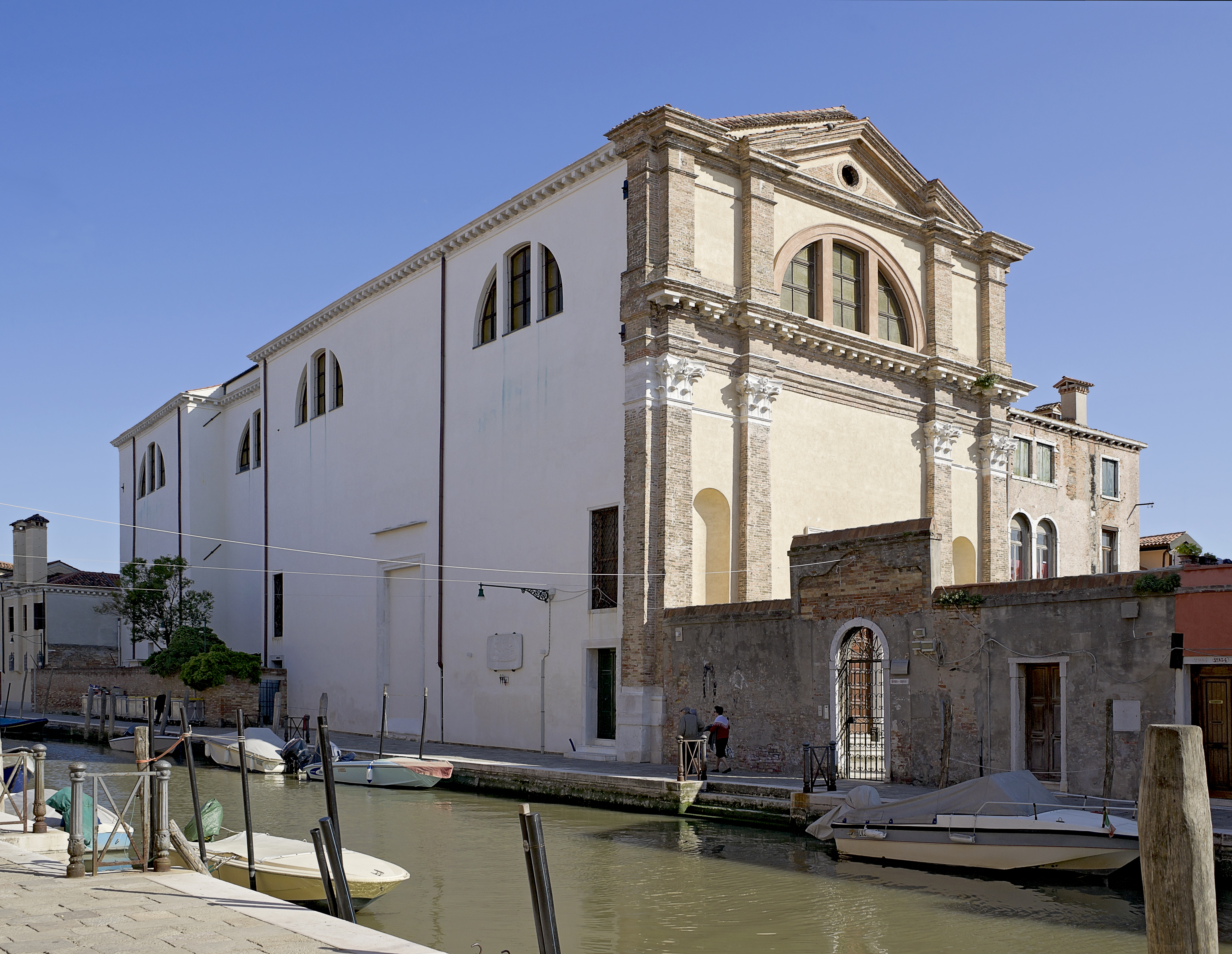
Chiesa di San Girolamo a Venezia dove il Beato è sepolto.

Pietro Gambacorta (Pisa, 1355 – Venezia, 1435) è stato un religioso italiano, cofondatore (insieme al beato Nicola da Forca Palena) della congregazione dei Poveri eremiti di San Girolamo.

## Biografia
Membro dei pisani Gambacorta, disinteressato alle vicende politiche della città, nel 1380 arrivò sul monte Cesana stanziandosi in una capanna fatta di frasche poco distante da Urbino e vivendo da eremita sostentandosi di elemosine.
Fondò la Congregazione dei padri Girolamini dedicata a San Gerolamo. Questo ordine religioso nel tempo edificò molti monasteri principalmente nelle Marche ma anche fuori. Nel 1780 i conventi girolamini superavano il numero di novanta, sparsi in Italia e alcuni anche all'estero.
Il primo cenobio della Congregazione fu presso il monastero di Montebello a Isola del Piano da loro costruito presso il dormitorio del frate.
A Roma l'anacoreta incontrò il suo emulo Nicola da Forca Palena che aveva fondato un romitorio sul monte Gianicolo allora ancora chiamato Monte Ventoso e di difficile accesso. I due unirono i loro romitori in un'unica Congregazione come informa una bolla di papa Eugenio IV del 1446. La nuova congregazione ebbe l'approvazione sia di Martino V nel 1420, che di Eugenio IV, che la dotarono di privilegi.
Pietro Gambacorta da Pisa morì a Venezia nel 1435.
L'Ordine dei Girolamini venne soppresso da Pio XI il 12 gennaio 1933 perché ormai obsoleto.
Questo beato si commemora il 17 giugno.